# Last Order: Final Fantasy VII
Last Order: Final Fantasy VII (яп. ラストオーダー -ファイナルファンタジーVII- расуто о:да: файнару фантадзи: сэбун, «Последний приказ: Последняя фантазия VII») — OVA, созданная студией Madhouse и выпущенная компанией Square Enix 14 сентября 2005 года. Морио Асака срежиссировал её по сценарию Кадзухико Инукая и Кадзусигэ Нодзимы. Проект был спродюсирован Масао Маруямой, Дзюнго Марутой и Акио Офудзи, а Тэцуя Номура выступил исполнительным продюсером. Last Order представляет собой аниме-адаптацию двух событий популярной японской ролевой игры Final Fantasy VII, разработанной Square для игровой приставки PlayStation в 1997 году: одна сюжетная линия раскрывает обстоятельства инцидента в поселении Нибельхейм с участием Зака Фэйра, Клауда Страйфа, Тифы Локхарт и Сефирота, другая освещает побег Зака и Клауда из научной лаборатории «Электроэнергетическая компания „Син-Ра“». Повествование разворачивается от лица лидера тайных оперативников «Син-Ра» Турок Цзэна. Персонажей озвучили сэйю анимационного фильма «Последняя фантазия VII: Дети пришествия».
Изначально Last Order была частью медиафраншизы «Компиляция Final Fantasy VII», посвящённой миру Final Fantasy VII. Саундтрек OVA продавался в комплекте с музыкой из мобильной игры Before Crisis: Final Fantasy VII; впоследствии аранжировки некоторых его треков были добавлены в игру Crisis Core: Final Fantasy VII для PlayStation Portable. На создание Last Order представителей Square Enix вдохновил успех рекламной кампании Before Crisis. В Японии, Америке, Европе и Австралии OVA распространялась в комплекте со специальным изданием «Детьми пришествия». Last Order получила смешанные отзывы от критиков и фанатов FFVII, которые сетовали на её нередкие противоречия с оригинальной игрой.

## Сюжет

### Сеттинг
События Last Order разворачиваются во вселенной игры Final Fantasy VII. Источником существования её мира, известного как «Планета», является жизненная энергия под названием «Поток Жизни». Представители «Электроэнергетической компании „Син-Ра“» истощают эту энергию с помощью своих «Мако-реакторов», что, в свою очередь, угрожает безопасности Планеты. Сотрудники «Син-Ра» используют обработанную форму «Потока Жизни», «Мако», в качестве источника энергии и создают с её помощью сверхлюдей, членов военизированного подразделения компании «СОЛДАТ». Сильнейший представитель подразделения Сефирот, отправляется устранить неполадки в Мако-реакторе поселения Нибельхейм. Его сопровождают другой «СОЛДАТ» по имени Зак Фэйр и двое пехотинцев, одним из которых является Клауд Страйф. Большую часть времени Сефирот проводит в поместье «Син-Ра», в котором некогда проводил эксперименты учёный корпорации профессор Ходзё. Из записей учёного Сефирот узнаёт обстоятельства своего прошлого: он появился на свет в результате научного эксперимента по внедрению в человеческий зародыш клеток внеземной формой жизни Дженовы. В прошлом она потерпела крушение на Планете и распространила смертельный вирус, уничтоживший представителей древней расы Цетра. В какой-то момент Дженову обнаружили учёные «Син-Ра» и ошибочно приняли её за Цетра. По этой причине Сефирот начал считать себя потомком древней расы и обвинил человечество в истреблении своих предков.

### История
Сефирот сжигает Нибельхейм и отправляется к Мако-реактору. В погоню за ним бросаются Тифа Локхарт и её отец, однако Сефирот убивает последнего и ранит Тифу. Став свидетелем преступления Сефирота, Зак настигает его в отсеке реактора, в котором содержится Дженова. После непродолжительной битвы Сефирот вышвыривает Зака из реактора и заводит разговор с новообретённой матерью, пообещав исполнить своё предназначение и подчинить Планету. В этот момент Клауд застаёт Сефирота врасплох, вонзив ему в спину «меч Бастера» Зака. Посчитав, что тот погиб, Клауд подбегает к Тифе, разговор с которой прерывает пришедший в себя Сефирот. Он отрезает Дженове голову, а затем насаживает Клауда на масамунэ и поднимает его тело над реактором. Тем не менее, Клауд находит в себе силы отбросить Сефирота, после чего тот отступает. Вскоре в помещение прибывают пехотинцы «Син-Ра» во главе Ходзё. Профессор забирает потерявших сознание Зака и Клауда, чтобы использовать их как подопытных для своих научных экспериментов. Несколько лет спустя, Зак сбегает из заточения вместе с отравленным воздействием Мако Клаудом. Молодые люди направляются в Мидгар, на границе которого попадают в засаду пехотинцев «Син-Ра».

## В ролях
- Кэнъити Судзумура — Зак Фэйр:

«СОЛДАТ» 1-го класса, который защищает Клауда от пехоты «Син-Ры». Создатели Last Order хотели изобразить Зака «должным образом», как «очаровательного и легкомысленного человека». Судзумура назвал эту версию персонажа более «человечной» по сравнению с образом из «Детей пришествия».
- Такахиро Сакураи — Клауд Страйф:

Пехотинец «Син-Ра» и один из немногих выживших жителей Нибельхейма.
- Тосиюки Морикава — Сефирот:

«СОЛДАТ» 1-го класса, предавший Клауда, Тифу и Зака.
- Дзюнъити Сувабэ — Цзэн:

Лидер Турок, от лица которого разворачивается повествование. Изначально в центре сюжета Last Order был Зак, однако создатели увидели в Цзэне «настоящую находку» и решили раскрыть его отношение к своей работе и обозначить моральные принципы персонажа.
- Аюми Ито — Тифа Локхарт:

Уроженка Нибельхейма и подруга детства Клауда.
- Хироси Фудзиока — Занган:

Учитель Тифы по боевым искусствам, который относит её в безопасное место после того, как Сефирот разрушает деревню.
- Кэйдзи Фудзивара — Рено и Тайтэн Кусуноки — Руд:

Дуэт Турок, которые подчиняются Цзэну.
- Нати Нодзава — профессор Ходзё:

Руководитель научного отдела «Син-Ра». Он использует Зака и Клауда в своих экспериментах и отказывается от услуг агентов Цзэна.
- Дайсукэ Намикава — Турок (Шокер), Гимпэй Сато — Турок (Два Пистолета), Хотю Оцука — Турок (Рукопашный Бой), Аоки Маюко — Турок (Дробовик) и Мэгуми Тоёгути — Турок (Пистолет):

Агенты, подчиняющиеся Цзэну, которые ранее появились в Before Crisis.
Кэйдзи Окуда, Ацуси Имаруока, Рюдзи Мидзуно и Дайсукэ Кирии озвучили пехотинцев «Син-Ра», которые пытаются задержать Зака и Клауда, а Ёхэй Тадано и Кацухиса Хоки — жителей Нибельхейма.

## Производство и выпуск
Square Enix создавала Last Order совместно с анимационной студией Madhouse. Морио Асака срежиссировал её по сценарию Кадзухико Инукая и Кадзусигэ Нодзимы. Ранее сотрудники Madhouse участвовали в продвижении мобильной игры Before Crisis: они создали рекламный клип, который был одобрительно принят фанатами Final Fantasy VII. Президента студии заинтересовала идея расширения вселенной оригинальной игры. Руководству Square Enix понравилось видение творческой группы Madhouse потому: её представители «осознавали важность» разработки анимационного проекта по «самой популярной игре серии Final Fantasy». Производство OVA курировал дизайнер персонажей Final Fantasy VII и со-режиссёр анимационного фильма «Дети пришествия» Тэцуя Номура, который имел право отклонять или изменять концептуальные наброски аниматоров. Номура перерисовал так много иллюстраций, что «производство Last Order оказалось под угрозой».
OVA создавалась в течение шести месяцев. По словам её создателей, самая сложная часть производства заключалась в переносе «набросков Номуры» на экран с помощью рисованной анимации. Кроме того, в работе над проектом приняли участие несколько художников, у каждого из которых был собственный стиль. По словам продюсера Акио Офудзи, члены творческой группы намеревались «создать продукт очень высокого качества, поэтому [они] работали днями и ночами вплоть до окончания производства». Номура и Офудзи сочли часть ключевых событий Final Fantasy VII «рваными и несбалансированными», поэтому решили должным образом воспроизвести их в Last Order, чтобы посмотревшие «Детей пришествия» зрители имели «более чёткое представление». Также они хотели «правильно» показать Зака как «очаровательного и легкомысленного человека», с запоминающимся образом, раскрыть отношение Цзэна к его работе и «представление персонажа о справедливости»: в конечном итоге тот закрывает глаза на свои моральные принципы и «выполняет жестокий приказ».
Выпуск Last Order в Японии состоялся 14 сентября 2005 года. OVA распространялась в комплекте со специальным изданием «Детей пришествия» под названием Advent Pieces: Limited. 20 февраля 2007 года она вошла в состав американского, европейского и австралийского коллекционного издания фильма, выходившего под брендом Sony Pictures Home Entertainment. Ввиду отсутствия английской локализации Last Order в американский релиз были добавлены субтитры. OVA не пополнила число дополнительных материалов расширенной версии «Детей пришествия» с подзаголовком Complete.
Last Order не является частью «Компиляции Final Fantasy FVII», представляющей собой сборник приквелов и сиквелов оригинальной игры, и считается независимым произведением. Тем не менее, на момент создания она позиционировалась как часть подсерии FFVII и упоминалась в официальных гидах Square и Ultimanias.

### Музыка
За написание, аранжировку и продюсирование музыки к OVA отвечал композитор Такэхару Исимото. Партитура Last Order была объединена с треками из Before Crisis в общий саундтрек, выход которого состоялся в Японии 19 декабря 2007 года. В дальнейшем Square Enix выпустила его на территории Северной Америки. Всего альбом содержит 27 треков: первые 12 из Before Crisis, остальные из OVA. Музыка из OVA и её ремиксы также есть в саундтреке Crisis Core. Некоммерческая организация OverClocked ReMix выпустила трибьют-альбом Voices of the Lifestream на четырёх дисках, последний из которых называется Order и содержит аранжированную музыку из OVA.

## Восприятие
Все 77 777 копий Advent Pieces: Limited были проданы за нескольких месяцев с момента выпуска издания. Цена одной копии составляла 29 500 ¥ или же 300 $, в то время как экземпляр североамериканского коллекционного издания продавался за 49,95 $. Западные критики оценили Last Order преимущественно положительно. Крис Карл из IGN назвал OVA «полноценным дополнением [в коллекционном издании „Детей пришествия“] с традиционной анимацией для фанатов Final Fantasy, раскрывающим историю Зака и Клауда», которая «придаёт больше веса истории [Final Fantasy VII]». Тодд Дуглас-младший из DVD Talk рассматривал Last Order как «причину для приобретения ограниченного издания „Детей пришествия“» . Будучи «давним поклонником аниме и любителем Final Fantasy», рецензент «был очарован каждой минутой OVA». С другой стороны, по словам продюсера Crisis Core Хидэки Имаидзуми, значительная часть фанатов FFVII была недовольна противоречиями Last Order с оригинальной игрой, в частности интерпретацией инцидента в Нибельхейме. Разработчики Crisis Core приняли критику во внимание и переделали эту сцену, приблизив её к изначальному видению создателей FFVII.